# Halo 2600
Halo 2600 è un videogioco sparatutto del 2010, sviluppato da Ed Fries e pubblicato da AtariAge per Atari 2600. Si tratta di uno spin-off della fortunata saga di videogiochi Halo, realizzato per il mercato del retrogaming sulla console Atari, che era già fuori commercio da quasi vent'anni.

## Modalità di gioco
Il giocatore controlla Master Chief attraverso 64 livelli divisi in quattro zone ciascuno: all'aperto, nella base Covenant, nel mondo di ghiaccio e nell'area del boss. Il personaggio si può muovere in tutte le direzioni e sparare in orizzontale contro vari tipi di nemici che rispondono al fuoco. Sugli scenari sono presenti anche sporadici ostacoli fissi, come alberi e strutture. Tre power-up sono disponibili: una pistola per aumentare la velocità di fuoco, un paio di stivali per muoversi più velocemente, e uno scudo per non causare la perdita istantanea di una vita.
Completato il gioco con successo, si torna alla schermata del titolo, la quale ora rappresenta un cielo rossastro. Cominciando il gioco nuovamente da questa schermata si accederà alla "modalità leggendaria", molto più difficile in quanto Master Chief si muove molto più lentamente.

## Sviluppo
Il gioco è stato creato da Ed Fries, ex-vicepresidente di Microsoft e attuale consulente per la console Ouya. Fries ebbe l'idea di un Halo sulla vecchia console Atari leggendo il libro Racing the Beam: The Atari Video Computer System, scritto nel 2009 da Ian Bogost e Nick Montfort. 500 copie del gioco vennero messe in vendita al Classic Gaming Expo del luglio 2010, dove venne presentato insieme ad altri tre titoli pubblicati quell'anno da AtariAge: Duck Attack!, K.O. Cruiser e un porting del classico arcade SEGA Turbo. Dal 2013 è stata ripresa la produzione delle cartucce di gioco.

## Accoglienza
Il gioco è stato definito «grezzo, ma strabiliante» da TechCrunch, per via dell'ottima resa nonostante la RAM molto limitata della console Atari (soli 128 bytes).